# Habib Mohamed
Habib Mullah Mohamed (Muhammad) (Tamale, 10. prosinca 1983.) bivši je ganski nogometaš koji je igrao na poziciji lijevog beka.

## Klupska karijera
Karijeru je počeo 2004. u klubu iz Kumasija, King Faisal Babes. Dvije godine poslije je godine s klubom osvojio Kup afričke konfederacije.
Godine 2004. je proglašen najboljim obrambenim igračem ganske lige.
Godine 2006. je bio na probi u Njemačkoj i Izraelu. Naposljetku je potpisao trogodišnji ugovor s norveškim Moldeom.
Siječnja 2007. su se rumunjski klubovi iz Bukurešta Dinamo i Rapid borili za pravo na ovog igrača, na kojeg je u tom trenutku prava imao ganski King Faisal Babes.
Dana 25. srpnja 2007. su BBC i turski mediji izvijestili da je 23-godišnji igrač potpisao dvogodišnji ugovor s turskim klubom Ankaragücü nakon što je prošao na zdravstvenim pregledima. Nakon boravka u Turskoj, vratio se u klub iz Kumasija, Asante Kotoko. 4. siječnja 2008. je iz Asante Kotoka otišao u klub iz Waa, All Stars FC, u paketu s dvojcem koji su otišli na posudbu, povremenim reprezentativcem Godfredom Yeboahom i Kobinom Dodziem. U svibnju je otišao u klub iz Accre, Great Olympics, a pet mjeseci nakon toga u Ashanti Gold SC.

## Reprezentativna karijera
Smatralo ga se standarnim članom ganske reprezentacije. Na svjetskom prvenstvu 2006. se ozlijedio nakon dvije utakmice i od onda je izgubio svoj status u reprezentaciji.

## Vanjske poveznice
- SP 2006.  Arhivirana inačica izvorne stranice od 2. ožujka 2007. (Wayback Machine) Profil (en.)
- National Football Teams Profil (en.)